# Rudolf Kolbeck
Oberstløjtnant af reserven dr. odont. Rudolf Kolbeck (24. marts 1889 – 12. september 1965) var en tysk officer under 2. verdenskrig.
Rudolf Kolbeck blev den 22. februar 1944 dekoreret med Jernkorsets Ridderkors med egeløv for sin gentagne heltemodige indsats som chef for den 212. infanteridivisions grenadérregiment 316 ved Leningradfronten: Divisionen lå ved årsskiftet 1943/44 nordøst for Tsjudovo, og regimentet virkede under den sovjetiske offensiv ved Volkhov-floden gentagne gange som bølgebryder. Under disse kampe udviste Rudolf Kolbeck fremragende lederevner og blev hædret herfor.
Rudolf Kolbeck endte sin karriere i den tyske værnemagt som oberst af reserven.